# Серафина
„Серафина” је југословенски ТВ филм из 1961. године. Режирао га је Даниел Марушић а сценарио је написао Хајнрих Сутермеистер